# Michael Mayr
Michael Mayr (Adlwang, Imperio austríaco, 10 de abril de 1864-Waldneukirchen, 21 de mayo de 1922) fue un historiador, profesor universitario en Innsbruck y político socialcristiano de Austria, canciller de la Primera República. Tuvo que enfrentarse a una grave crisis económica, al amplio anhelo popular de solucionarla mediante la unión con Alemania y al rechazo de las potencias vencedoras de la Primera Guerra Mundial a tolerarlo. Sin el apoyo de su propio partido, con un Gobierno en minoría en las Cortes y sin lograr resolver la situación, tuvo que dimitir en junio de 1921.

## Canciller de la República austriaca
Tras la caída del segundo gobierno de Karl Renner el 10 de junio de 1920, se convirtió en el segundo jefe de Gobierno de la República de Austria, cargo que ejerció entre el 7 de julio de 1920 y el 21 de junio de 1921, si bien a partir de noviembre de 1920, tras la instauración de la Constitución federal, ejerció su mandato como Bundeskanzler («canciller federal»). El Consejo de Ministros surgido de las elecciones del 17 de octubre de 1920, que ganó su partido, estuvo compuesto por socialcristianos y por funcionarios y no contaba con la mayoría en las Cortes, dado que tanto socialcristianos como socialistas decidieron poner fin a los Gobiernos de coalición que se habían sucedido desde la proclamación de la república a finales de 1918.
| Elecciones parlamentarias. (octubre de 1920)                                             |
|                                                                                          |
| Según Von Klemperer, p. 151. 1 Socialdemócratas 2 Socialcristianos 3 Pangermanos 4 Otros |

Durante su mandato, el 9 de diciembre de 1920, se eligió al primer presidente de la República, Michael Hainisch, cargo fundamentalmente honorífico y carente de poder político. Vetada la unión con Alemania por las potencias vencedoras de la guerra mundial, Mayr tuvo que adoptar una política exterior neutral y centrarse en la obtención de créditos internacionales que aliviasen la grave crisis económica austriaca. El 15 de diciembre, el país ingresó en la Sociedad de Naciones y esperaba con este paso obtener rápidamente ayuda económica.
Mayr tuvo que afrontar una situación política compleja, con intensos deseos de unión con Alemania de buena parte de la población y anhelos de restauración monárquica entre otros ciudadanos, así como una grave crisis económica, con alto paro, una inflación disparada que reducía el valor de los ahorros, las inversiones y los ingresos estatales y escasez de alimentos y carbón. En el invierno de 1920, el representante británico de la Comisión Aliada de Compensaciones de guerra redactó un informe en el que calculaba en doscientos cincuenta millones de dólares, cifra enorme, la necesidad financiera austriaca, lo que ahuyentó a los inversores. La falta de ayuda extranjera y la pasividad gubernamental agudizaron los apuros austriacos. A comienzos de 1921, esta situación reforzó las exigencias para que se llevase a cabo la unión con Alemania; los Aliados reaccionaron a la agitación en favor de la unión reclamando al canciller que mantuviese la independencia del país. Dependiente económicamente de las potencias, no podía rechazar sus deseos, pero, al encabezar un Gobierno en minoría en las Cortes que dependía de la tolerancia de los pangermanos, tampoco podía oponerse abiertamente a la unión con Alemania.
Antes de conceder ningún crédito, la Sociedad de Naciones exigió a Mayr medidas de austeridad que condujesen al equilibrio presupuestario y la estabilización de la moneda, muy depreciada por la enorme inflación causada por la necesidad gubernamental de cubrir sus enormes gastos —necesarios para paliar la terrible situación de la población con ayudas y subsidios— mediante la impresión de nuevo dinero. Pangermanos y socialcristianos se mostraron dispuestos a someterse a las condiciones de la Sociedad, pero no los socialistas, que no deseaban aceptar medidas en cuya redacción no pudiesen participar ni tolerar injerencias extranjeras en el sistema tributario austriaco. La espiral de inflación, de devaluación de la moneda y de falta de alimentos y de empleo atizó las ansias de que se concluyese cuanto antes la unión con Alemania o de que se obtuviesen los grandes créditos internacionales necesarios para resolver la crisis. Mayr, empero, no logró obtener estos préstamos. Las provincias, dominadas en general por los socialcristianos, aumentaban la presión a favor de la unión con Alemania, al tiempo que el Gobierno era incapaz de aprobar medidas en el Parlamento, muy dividido. Aunque perjudicaban la negociación de créditos que llevaba a cabo el canciller, las provincias organizaron plebiscitos para mostrar el respaldo popular a la unión con Alemania.
En enero de 1921, el Tirol convocó el primer plebiscito, que Mayr trató de que se anulase, infructuosamente. A finales de marzo, tuvo que enfrentarse a una nueva crisis: el fallido intento de restauración del exemperador Carlos. La oposición gubernamental al proyecto, rechazado firmemente por la Entente y por los países vecinos, privó al canciller del apoyo de la corriente monárquica de los socialcristianos. El fracaso del exmonarca robusteció además el movimiento favorable a la unión con Alemania. En el plebiscito tirolés, celebrado a finales de abril, el apoyo a la unión fue del 98 % y votó un 90 % del electorado provincial. El éxito del Tirol desencadenó proyectos similares en Salzburgo y Estiria. Mayr, sin el apoyo de las provincias por su intervención contra el exsoberano, no pudo impedir que los pangermanos propusiesen el 12 de mayo un plebiscito nacional, aunque advirtió de los perjuicios que tal proyecto traería a las negociaciones sobre préstamos extranjeros y las posibles represalias territoriales de las potencias. Mayr amenazó con dimitir, pero ni aun así logró que el Parlamento rechazase la moción pangermana, que se aprobó —aunque sin fecha de realización— el 13 de mayo. Los socialcristianos de la capital habían esperado que la aprobación del proyecto disuadiese a las provincias de continuar con sus votaciones particulares, pero sus correligionarios en estas decidieron mantenerlas. Los esfuerzos del Gobierno federal por anular los plebiscitos fracasaron: Salzburgo lo convocó para el 29 de mayo y solo Estiria accedió a posponerlo. La votación en Salzburgo resultó en ochocientos votos en contra de un total de ciento cuatro mil. Mayr acudió entonces a Estiria para lograr la cancelación de la votación en esta región, pero el Parlamento provincial desoyó su petición y convocó la votación para el 3 de julio. Este desafío de la provincia precipitó la dimisión irrevocable de Mayr. Aunque había tratado de atajar todos los problemas que aquejaban al país, finalmente tuvo de dimitir por la presión a favor de la unión con Alemania.

## Alejado del Gobierno
Falleció en el 21 de mayo de 1922 en Waldneukirchen.